# 360
Évszázadok: 3. század – 4. század – 5. század
Évtizedek: 310-es évek – 320-as évek – 330-as évek – 340-es évek – 350-es évek – 360-as évek – 370-es évek – 380-as évek – 390-es évek – 400-as évek – 410-es évek
Évek: 355 – 356 – 357 – 358 –  359 – 360 – 361 – 362 – 363 – 364 – 365

## Események

### Római Birodalom
- II. Constantius császárt és Iulianus caesart választják consulnak.
- Februárban Constantius elrendeli, hogy a galliai csapatok több mint felét irányítsák át Mezopotámiába, ahol a perzsák súlyos veszteségeket okoztak a rómaiaknak. Erre Lutetiában (ma Párizs) fellázadnak a katonák és Iulianus caesart kiáltják ki császárnak. Iulianus elfogadja az akaratukat, de nem tesz lépéseket Constantiusszal szemben, hadat visel a frankok ellen és csak év végén ad olyan pénzt, amelyen augustusi címmel szerepel, Constantius társaságában.
- Mezopotámiában II. Sápur szászánida király elfoglalja Szingara városát és és Bazabde erődjét, majd miután sikertelenül ostromolta Virthát, télre visszavonul perzsa területre. Ősszel megérkezik Constantius császár is sokára összegyűjtött seregével. Ostrom alá veszi Bazabdét, de a közelgő tél és a Tigris folyó áradása miatt visszavonul, hogy Antiochiában töltse a telet.
- Újabb zsinatot tartanak Konstantinápolyban, amely hosszas viták (és a vitapartnerek száműzése) után kiad egy hitvallást (az előző évi rimini hitvallás kisebb módosítását), miszerint Jézus esszenciájában hasonló az Atyához (homoiousziosz).
- Konstantinápolyban felszentelik a Hagia Szophia első épületét.

## Születések
- Johannes Cassianus, keresztény teológus
- Szent Ninian, skóciai hittérítő

## Fordítás
- Ez a szócikk részben vagy egészben  a(z)   360 című angol Wikipédia-szócikk ezen változatának fordításán alapul.  Az eredeti cikk szerkesztőit annak laptörténete sorolja fel. Ez a jelzés csupán a megfogalmazás eredetét és a szerzői jogokat jelzi, nem szolgál a cikkben szereplő információk forrásmegjelöléseként.